# Zuca Moreira
José Moreira Lustosa, mais conhecido como Zuca Moreira, (Cajazeiras, PB, 7 de setembro de 1935) é um médico, professor e político brasileiro, outrora deputado federal pela Paraíba.

## Biografia
Filho de Alvino Moreira Lustosa e Francisca Moreira Lustosa. Médico diplomado em 1964 pela Universidade Federal da Paraíba, no ano seguinte fez um curso de especialização em anestesia em Salvador. Presidente da cooperativa de trabalho da Unimed entre 1980 e 1982, foi diretor-técnico da maternidade do Instituto Nacional de Assistência Médica da Previdência Social (INAMPS) em João Pessoa antes de assumir, em 1985, o cargo de diretor-técnico do Hospital Universitário, no qual permaneceu durante um ano, sendo também chefe do do Departamento de Cirurgia do Centro de Controle da Saúde (CCS) da Universidade Federal da Paraíba.
Sua estreia na política ocorreu em 1990 quando elegeu-se deputado federal pelo PMDB da Paraíba, mandato do qual licenciou-se para assumir o cargo de secretário de Saúde no governo Ronaldo Cunha Lima. Após reassumir sua cadeira parlamentar votou a favor da abertura do processo de impeachment de Fernando Collor em 1992, retomando sua carreira médica ao fim do mandato.